# Сільський округ Андас-батира
Анда́с-бати́ра сільський округ (каз. Андас батыр ауылдық округі, рос. Андас-батыра сельский округ) — адміністративна одиниця у складі Меркенського району Жамбильської області Казахстану. Адміністративний центр — село Андас-батира.
Населення — 9091 особа (2021; 8155 у 2009, 8056 у 1999, 8845 у 1989).
Станом на 1989 рік існували Гранітогорська селищна рада (смт Гранітогорськ) та Нововоскресеновська сільська рада (села Арал-Кішлак, Кизилкішлак, Маханда, Нововоскресеновка, селище Чалдовар). 1997 року до складу Нововоскресеновського сільського округу приєднано ліквідовану Гранітогорську селищну адміністрацію. До 1999 року до складу Ойтальського сільського округу передано село Маханда.

## Склад
До складу округу входять такі населені пункти:
| Населений пункт            | Старі назви       | Населення, осіб (1989) | Населення, осіб (1999) | Населення, осіб (2009) | Населення, осіб (2021) |
| -------------------------- | ----------------- | ---------------------- | ---------------------- | ---------------------- | ---------------------- |
| Андас-батира, село         | Нововоскресеновка | 4908                   | 4730                   | 5225                   | 5599                   |
| Аралкішлак, село           | Арал-Кішлак       | 446                    | 426                    | 463                    | 503                    |
| Гранітогорськ, селище      | -                 | 1724                   | 1324                   | 1093                   | 1413                   |
| Кизилкішлак, село          | Кизил-Кішлак      | 1139                   | 1034                   | 932                    | 1023                   |
| Чолдавар, станційне селище | Чалдовар          | 628                    | 542                    | 442                    | 553                    |